# Hiperkorekcja
Hiperkorekcja – w teorii wychowania: działanie, w którym pojawia się czynnik określany jako wynagrodzenie straty. W sensie ogólnym polega na postawieniu przed jednostką żądania, by doprowadziła otoczenie do stanu doskonałego; powrót do status quo. Alternatywa dla kary.

## Geneza metody i jej właściwości
Metoda opracowana przez pp. Foxxa i Azrina w 1973. Ma na celu, u osób niepełnosprawnych umysłowo, ograniczyć zachowania agresywne, niszczycielskie i autostymulacyjne. Choć jest to procedura karząca, to jednak minimalizuje negatywne właściwości kary.
Metoda wykazuje dużą skuteczność, ale zwykle wymaga udziału personelu pomocniczego. Nie należy jej też stosować w sposób spontaniczny i agresywny. Przeznaczona jest głównie do korygowania zachowania stanowiącego duże zakłócenie.

## Odmiany i przykłady praktyczne
Można rozróżnić dwie odmiany hiperkorekcji:
- praktykę pozytywną, czyli wielokrotną naprawę szkód wywołanych działaniem nieprawidłowym:
  - Np. jeśli dziecko w sposób celowy rozlewa mleko, to możemy mu wydać polecenie wyczyszczenia całej podłogi. Przy czym działanie takie powinno być podjęte od razu po zauważeniu niewłaściwego zachowania. A terapeuta, w razie potrzeby, powinien manualnie poruszać rękoma i nogami dziecka, aby kontynuowało pracę.
- wielokrotne trenowanie zachowania pozytywnego (w ciągu krótkiego okresu od 15 do 30 min.):
  - Np. jeśli dziecko celowo drze papier, to uczy się go klejenia papieru.